# Joseph Johnson
Pour les articles homonymes, voir Johnson.
Joseph Johnson, né le 15 novembre 1738 à Londres et mort le 20 décembre 1809 dans cette même ville, est un éditeur anglais. Ses publications traitent une vaste variété de genres, opinions et avis sur les importants sujets du jour. Johnson est connu pour avoir publié les œuvres des penseurs radicaux comme Mary Wollstonecraft, William Godwin et Joel Barlow, et aussi des rebelles religieux comme Joseph Priestley, Anna Laetitia Barbauld, and Gilbert Wakefield.
Au cours des années 1760, Johnson établit son entreprise de publication, qui se concentrait à l'origine sur les œuvres religieuses. Il devint un ami de Joseph Priestley et de l’artiste Henry Fuseli — deux relations qui durèrent sa vie entière et lui permirent de faire des affaires. Pendant les années 1770 à 1780, Johnson étendit ses affaires, publiant des œuvres importantes en médecine, littérature pour enfants ainsi que la poésie populaire de William Cowper et Erasmus Darwin. Toute sa vie et sa carrière, Johnson influença les pensées de l’époque, avec ses publications mais aussi en soutenant les écrivains et penseurs innovants.
Au cours des années 1790, Johnson s'aligna sur les sympathisants de la Révolution française, et il publia un nombre croissant de pamphlets politiques en même temps qu’il publiait le célèbre journal Analytical Review, qui offrit aux réformateurs britanniques une voix dans le domaine public. En 1799, il fut inculpé pour diffamation séditieuse car il avait publié un tract contre le ministre unitarien Gilbert Wakefield. Après avoir passé six mois en prison, quoiqu'une prison confortable, Johnson publia moins d'œuvres politiques. Dans la dernière décennie de sa vie, Johnson ne chercha pas beaucoup de nouveaux écrivains.
John Aikin, un ami de Johnson, dit que Johnson était « le père de l’industrie du livre, ». Aussi il a été appelé « le plus important éditeur d'Angleterre de 1770 à 1810 » pour son appréciation et la promotion de jeunes écrivains, son insistance à publier des œuvres bon marché pour une classe moyenne en croissance, et le soutien aux femmes écrivaines à l’époque où elles étaient vues avec scepticisme.

## Les débuts
Johnson était le deuxième fils de Rebecca Turner Johnson et John Johnson, un yeoman baptiste qui habitait à Everton (en), Liverpool. Dès son enfance, il développa une attitude de contestation religieuse, alors que deux membres de la famille de sa mère étaient pasteurs baptistes et que son père était diacre. Liverpool, à l'époque de la jeunesse de Johnson, devenait rapidement une ville animée et un des plus importants ports d'Angleterre. Ces caractéristiques de son foyer – les dissensions et la commerce – demeurèrent des éléments importants dans le caractère de Johnson tout au long de sa vie.
Quand Johnson eut 15 ans, il fut mis en apprentissage chez George Keith, un libraire à Londres qui se spécialisait dans la publication de tracts religieux. Gerald Tyson, un biographe moderne de Johnson, explique qu'il était inhabituel pour un fils cadet de famille modeste de se déplacer à Londres pour devenir libraire. Certains spécialistes ont émis l'hypothèse que Johnson fut envoyé à Keith parce que ce dernier était associé avec les baptistes de Liverpool. Keith et Johnson ont publié ensemble plus tard dans leurs carrières, ce qui suggère qu'ils sont restés en bons termes après que Johnson avait commencé à monter sa propre affaire.

## La décennie 1760 – Les premières publications
Dès la fin de son apprentissage en 1761, Johnson lança sa propre entreprise, mais il connut des difficultés, déménageant transférant plusieurs fois son atelier dans la première année. Deux de ses premières publications furent une sorte d’agenda : The Complete Pocket-Book; Or, Gentleman and Tradesman's Daily Journal for the Year of Our Lord, 1763 et The Ladies New and Polite Pocket Memorandum Book (en français ‘’Le livre complet de poche ; ou, Le journal quotidien des gentlemen et des marchands pour l’année de grâce, 1763’’ et ‘’Le nouveau livre courtois de poche des dames’’). De tels livres de poche étaient populaires et ils se vendirent mieux que ceux de ses rivaux, car Johnson les vendait plus tôt et moins chers,. Johnson continua à vendre ces livres profitables jusqu'à la fin des années 1790, mais en tant qu'insoumis religieux, il s’intéressait essentiellement à publier des livres qui amélioreraient la société. Par conséquent, les textes religieux dominent son catalogue bien qu’il ait publié aussi des textes au sujet de Liverpool (sa ville natale) et aussi des textes de médecine. Cependant, comme éditeur, Johnson faisait attention à plus que la vente et la distribution de livres, comme l'explique l’érudit Leslie Chard :

« En plus de la vente des livres au public, le libraire supervisa la publication, les dispositions avec l’imprimeur, la publicité, il avait des relations avec des libraires dans d'autres villes, provinces et même des pays étranger, en bref à toute la distribution de ses livres. Aussi il vendait, bizarrement mais typiquement, des remèdes de bonne femme. Mais, ce qui était le plus important pour Johnson, était le bien-être de ses auteurs : il allait jusqu'à leur donner le gîte et le couvert, au moins il était leur banquier, leur agent artistique et commercial, un correcteur et un psychiatre. »

Au fur et à mesure des succès de Johnson, sa réputation grandit, et les autres libraires l’inclurent dans leurs « congers » - un syndicat professionnel permettant de partager le risque de publier un livre coûteux ou incendiaire.

### Amitiés formatives
À la fin de la vingtaine, Johnson a développé deux amitiés qui allaient déterminer le reste de sa vie. La première était le peintre et écrivain Henry Fuseli, qui était décrit comme « pugnace et à l'esprit vif ». " Le biographe du XIXe siècle de Fuseli, écrit que, quand Fuseli et Johnson se rencontrèrent en 1764, Johnson « avait déjà acquis le caractère qu'il conserverait tout au long de la vie – un homme intègre et qui encourageait les gens de lettres autant que ses moyens le lui permettaient. Il était un excellent juge de leur œuvre ». Fuseli devint et resta le plus proche ami de Johnson.

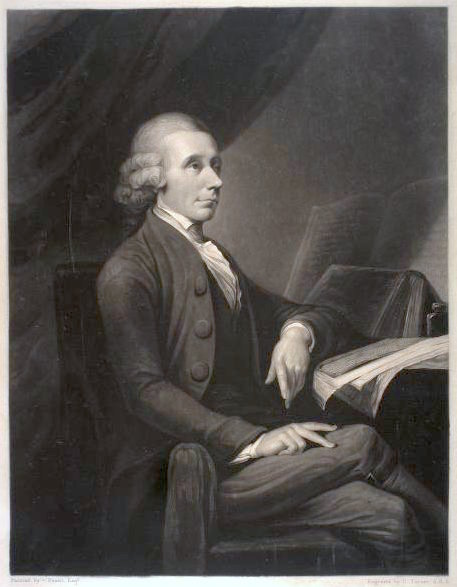
Johnson commanda ce portrait de son proche ami Joseph Priestley à son autre proche ami Henry Fuseli vers 1783 (gravure par Charles A. E. Turner (1836)).

La deuxième amitié, et probablement la plus importante pour ses affaires, était sa relation avec Joseph Priestley, un philosophe naturel célèbre, théologien unitarien. Cette amitié conduisit Johnson à se débarrasser de la foi baptiste et à adopter l’unitarisme, ainsi qu’à poursuivre ses contestations politiques,. Le succès de Johnson comme éditeur peut être expliqué par ses relations avec Priestley, car Priestley a publié un grand nombre de livres en collaboration avec Johnson et l'a présenté à de nombreux écrivains dissidents. Grâce aux recommandations de Priestley, Johnson put publier les œuvres de beaucoup de dissidents, en particulier ceux qui faisaient partie de la Warrington Academy ; la poétesse, essayiste et auteur pour enfants Anna Laetitia Barbauld ; son frère, le médecin et écrivain, John Aikin ; le naturaliste Johann Reinhold Forster ; le ministre unitarien controversé Gilbert Wakefield ; le moraliste William Enfield ; et l’économiste politique Thomas Malthus. Tyson écrit que « les relations entre l’Academy et le libraire étaient mutuellement très utiles. Beaucoup de professeurs envoyaient leurs manuscrits à Johnson, et plus tard les anciens étudiants s'adressaient à lui pour publier les leurs. » En publiant les œuvres de Priestley et des professeurs de Warrington, Johnson se fit connaître à un grand réseau de dissidents et intellectuels, y compris la Lunar Society, ce qui augmenta ses affaires encore plus. Priestley, en retour, fit assez confiance à Johnson pour qu'il dirige la logistique de sa candidature à la Royal Society,.

### Partenariats
En juillet 1765, Johnson transféra son entreprise au 8 Paternoster Row, un lieu plus visible, et il s’associa avec B. Davenport, dont on connait peu de choses à part son l’association avec Johnson. L’historien Chard propose qu’ils s’étaient rapprochés à cause de leurs croyances mutuelles, car l’entreprise publia encore plus d'œuvres religieuses, y compris beaucoup qui étaient « calvinistes fondamentalistes ». Cependant, à l’été de 1767, Davenport et Johnson se sont séparés ; les érudits supposent que cette rupture se passa parce que les convictions religieuses de Johnson devenaient de plus en plus marginales.
Nouvellement indépendant, fort d'une réputation solide, Johnson n'avait plus de difficultés dans ses affaires. En moins d’une année, il publia neuf premières éditions par lui-même aussi bien que trente-deux œuvres en association avec d'autres libraires. Il fit partie du « cercle sélect des hommes de livre qui se rassemblait à la Chapter Coffee House. » Ce café était le centre de la vie sociale et commerciale pour les auteurs et éditeurs à Londres au XVIIIe siècle. Beaucoup d'aventures éditoriales majeures y avaient commencé et les auteurs importants s'y rassemblaient aussi.
En 1768, Johnson s’associa avec John Payne, Johnson étant probablement l’associé principal ; et l’année suivante, ils produisirent 50 titres. Sous ‘Johnson et Payne’, l’entreprise publiait une plus grande gamme d’œuvres que sous ‘Johnson et Davenport’. Quoique Johnson voyait à ses affaires, il ne publiait pas des œuvres uniquement pour s’enrichir. Les projets qui provoquaient une discussion libre plaisaient à Johnson ; par exemple, il aida Priestly à publier le Theological Repository, un échec financier qui provoqua néanmoins un débat sur les questions de théologie. Bien que le journal perdît de l’argent dans les années 1770, Johnson était prêt à republier ce livre dans les années 1785, parce qu’il en approuvait les valeurs.
La fin de la décennie 1760 était une époque de radicalisme grandissant en Grande-Bretagne, et bien que Johnson ne participât directement pas aux événements, il facilita la parole de ceux qui se sont exprimés ; par exemple, il a publié des œuvres au sujet de l'élection contestée de John Wilkes  et de l’agitation dans les colonies américaines. Malgré son intérêt grandissant pour la politique, Johnson (avec Payne) publiait encore essentiellement des œuvres religieuses et parfois des récits de voyages. Comme écrit Tyson, « pendant la première décennie de sa carrière, l’importance de Johnson comme  éditeur, provenait de son désir de fournir un forum pour la contestation religieuse et politique.

### Feu
Johnson était proche de connaitre un succès important lorsque son magasin fut dévasté par un incendie en 9 janvier 1770. Un journaliste de Londres écrivit que :

« Hier matin, entre 6 et 7 heures, le feu s'est déclaré au bureau de Messieurs. Johnson et Payne, et a détruit cette maison, la maison de M. Cock, imprimeur, et la maison de M. Upton, commissaire-priseur […] dans cette dernière maison se trouvaient des stocks de Bibles et de livres de la prière commune. Les livres appartiennent à la maison d’édition d'Oxford. ... À cause de la neige et de la glace, les pompiers prirent un temps considérable avant de pouvoir déployer leur équipement. Les familles dormaient quand le feu fut découvert, et M. Johnson a eu à peine le temps d’avertir sa famille et celle son associé, et de s'échapper ; tout le stock et le mobilier a été détruit, seuls les livres de compte ont été sauvés. »

Fuseli habitait alors avec Johnson et il perdit aussi tout ce qu'il possédait, y compris sa publication en première édition de Remarques sur la littérature et la conduite de J.J. Rousseau. Johnson et Payne ont par la suite mis fin à l'amiable à leur association. Johnson publia l’œuvre de Payne quelques années plus tard.

## La décennie 1770 – L’établissement
En août 1770, sept mois après le feu qui avait détruit le magasin et le stock de Johnson, il s'établit au 72 St. Paul's Churchyard — le plus grand magasin d'une rue de libraires — où il demeura pour le reste de sa vie. Comment Johnson parvint à cette réussite, ce n’est pas clair; plus tard, il dit énigmatiquement à un ami que « ses amis sont venus à lui et l'ont encore remis sur pied ». Une biographie au début du XIXe siècle indique que « M. Johnson avait maintenant une telle réputation, et était si respecté qu'après ce coup du sort, ses amis se mire d'accord pour contribuer à la reprise de ses affaires ». Chard suppose que Priestly lui est venu en aide, car ils étaient de très proches amis.

### Les publications religieuses et le soutien de l'Unitarianisme

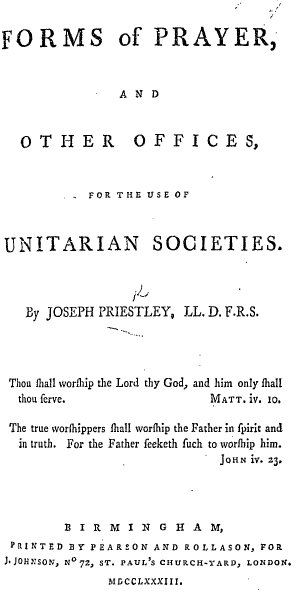
«Formes de Prière » (1783) par Joseph Priestley, une liturgie unitarienne publiée par Joseph Johnson.

Aussitôt son entreprise relancée, Johnson commença à publier les œuvres théologiques et politiques de Priestley et d'autres dissidents. À partir du début des années 1770, il publia plus spécifiquement des œuvres unitariennes, ainsi que des textes qui recommandaient la tolérance religieuse ; il s'impliqua également personnellement à la cause unitarienne. Il servit de canal de communication entre les dissidents de tout le pays et il fournit des publications religieuses àaux éditeurs provinciaux, permettant aux dissidents de propager facilement leurs croyances. Johnson participa aux efforts pour abroger les Test Act et Corporation Act, qui restreignaient les droits civiques des dissidents. Dans une période de six ans, Johnson a publié presque un tiers des œuvres unitariennes qui reliées à ce sujet. Il continua son soutien en 1787, 1789, et 1790, quand les dissidents ont introduit les projets de loi au Parlement pour abroger les actes antérieurs, et il a publie la plupart de la littérature demandant l’abrogation, écrite par Priestley et d'autres,.
Aussi, Johnson joua un rôle important dans la fondation de la première chapelle unitarienne à Londres par Theophilus Lindsey. Avec beaucoup de difficultés, car les unitariens étaient craints en cette période et leurs croyances étaient illégales jusqu’au « Doctrin of the Trinity Act » de 1813, à obtenir Essex Street Chapel avec l’assistance de John Lee, un avocat qui devint le ministre de la Justice plus tard. Pour capitaliser sur l’ouverture de la nouvelle chapelle, tout en aidant ses amis, il publia le sermon inaugural de Lindsey, qui fut épuisé en quatre jours. Johnson continua d'aller à l’église et à participer activement à cette congrégation toute sa vie. Lindsey et l’autre ministre de l’église, John Disney sont devenus deux des écrivains les plus actifs qui étaient publiés par Johnson.
Quoique Johnson soit connu pour avoir publié les œuvres unitariennes, en particulier celles de Priestley, il publiait aussi les œuvres des autres radicaux, des anglicans et de juifs. Le point commun qui unit ses publications religieuses est la tolérance religieuse. Par exemple, il publia la traduction en anglais, par le Révérend George Gregory en 1787, du livre essentiel traitant de la poésie hébraïque De Sacra Poesi Hebraeorum, écrit par l'évêque Robert Lowth. Gregory publia plusieurs autres œuvres avec Johnson, comme Les Essais Historiques et Moraux (1785), et Les Sermons, suivis de considérations sur la composition et l’exercice du Sermon (1787). Gregory est un exemple parfait du type d’auteur avec lequel Johnson préféra travailler ; diligent et libéral, mais n’ayant aucune tendance à s'auto-glorifier. Pourtant, comme l'écrit Helen Braithwaite dans son étude sur Johnson, « son approche éclairée et pluraliste était regardée comme permissive par nature par ses adversaires, ouvrant la porte à toutes les formes de questions malsaines et au scepticisme, en désaccord avec les vertus stables de la religion et l’autorité établies. »

### La révolution américaine
Partiellement à la suite de son association avec les insoumis britanniques, Johnson s’engagea en publiant des tracts et des sermons défendant les révolutionnaires américains. Il commença avec le texte de Priestley Discours aux insoumis protestants de toutes dénominations, sur la prochaine élection des membres du parlement (1774), lequel pressait les insoumis de voter pour les candidats qui promettaient la liberté aux colonies américaines. Il continua sa série de pamphlets anti-gouvernementaux et pro-américains en publiant les sermons pour les « jours de jeûne » de Joshua Toulmin, George Walker, Ebenezer Radcliff, et Newcome Cappe. Braithwaite les décrit comme « critiques bien articulées du gouvernement » qui « étaient non seulement inhabituels, mais aussi potentiellement subversifs et perturbateurs », et Mme Braithwaite conclut que la décision de Johnson de publier beaucoup de ce matériel nous indique que Johnson soutenait et embrassait cette position politique. En outre, Johnson publia le livre Observations sur la nature de liberté civile (1776) par Richard Price, lequel Braithwaite appelle « probablement la plus importante défense anglaise des colons ». Plus de 60 000 exemplaires se sont vendus en une année.
En 1780 Johnson publia aussi les premières œuvres politiques complètes de Benjamin Franklin en Angleterre, un risque politique car les colons américains étaient en rébellion à cette époque. Johnson ne reprenait pas normalement les textes coloniaux – car ses liens avec la révolution se faisaient généralenent avec les Dissenters – ainsi les textes que Johnson publia mettaient l'accent sur l’indépendance coloniale et les droits pour lesquels les Dissenters se battaient. « Le droit d'adresser des pétitions pour redresser les griefs, le maintien et la protection de l’égalité des droits, et le droit inaliénable de la liberté de conscience. »

### Les Textes Informatifs
Après 1770, Johnson commença à publier une gamme variée de livres, en particulier les textes scientifiques et médicaux. Un livre particulièrement important fut Une histoire naturelle des dents humaines (1771) qui a « élevé la dentisterie au niveau de la chirurgie ». Aussi Johnson soutenait les médecins quand ils questionnaient l’efficacité des remèdes et traitements, dont John Millar dans son Observation sur l'antimoine (1774), qui prétend que la poudre contre la fièvre de Dr James était inefficace. Ce fut une publication risquée pour Johnson, car ce médicament breveté était populaire, et son collègue libraire John Newbery avait fait fortune en la vendant.

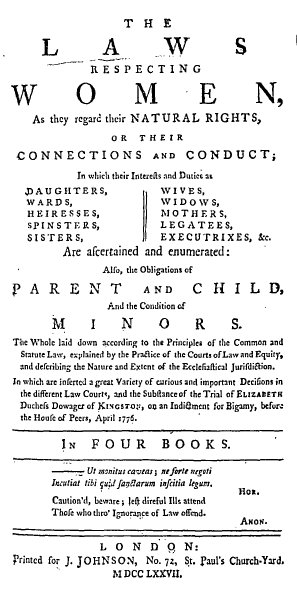
"Lois Respectant les Femmes" (1777), publie par Johnson, assisté de Mary Wollstonecraft avec la préparation pour son roman féministe Maria: ou, Les Torts des Femmes(1798).

En 1777, Johnson publia "Lois Respectant les Femmes, comme elles concernent leurs droits naturels", un œuvre remarquable. Tyson commente que « la valeur de ce livre est de munissant les femmes de la connaissance de leurs droits légaux, pour les situations où traditionnellement elles avaient été vulnérables à cause de leur ignorance. » Johnson publia Lois Respectant les Femmes anonymement, mais l’œuvre est parfois créditée à  Elizabeth Chudleigh Bristol, connue pour son mariage bigame au 2e duc de Kingston-upon-Hull. Cette publication préfigura les efforts de Johnson pour promouvoir les œuvres au sujet des questions féministes – comme Défense des droits de la femme (en 1792) – et son soutien aux écrivains féminins.

### Révolution en Littérature enfantine
Aussi, Johnson a aussi contribué considérablement à la littérature enfantine. Sa publication de Leçons pour les enfants en 1778-79 ("Lessons for Children" en anglais) par Barbauld, a engendré une révolution dans ce genre naissant. Le style simple, les dialogues maternels et le ton de conversationont inspiré une génération d'écrivains, comme Sarah Trimmer,. Johnson encouragea autres femmes à écrire dans ce genre, comme Charlotte Smith, mais sa recommandation était toujours accompagnée de conseils sur la difficulté de bien écrire pour les enfants. Par exemple, il écrit à Smith, « peut-être tu ne peux pas utiliser ton temps ou ton talent extraordinaire plus utilement, pour le public et toi-même, qu’en composant des livres pour les enfants et les jeunes, mais je suis très conscient qu’il est extrêmement difficile d’acquérir la simplicité de style qui est leur grande recommandation. » Plus tard, Johnson a aussi conseillé William Godwin et sa deuxième épouse Mary Jane Clairmont, quand ils ont publié leur collection juvénile en 1805.
Johnson non seulement encourageait la littérature enfantine britannique, mais aussi parrainait en partie la traducation et la publication d'œuvres français comme L’Ami des Enfans par Arnaud Berquin (1782-83).
En plus des livres enfantins, Johnson publia des livres scolaires et manuels pour autodidactes, tels que L’introduction à l’orthographe et la lecture par John Hewlett (1786), L’introduction à la philosophie naturelle par William Nicholson, et Une introduction au mesurage et les mathématiques pratiques par John Bonnycastle, un ami de Johnson. John publia aussi des livres sur l’éducation des enfants comme le premier livre de Wollstonecraft, Pensées sur l’éducation des filles (1787).
À la fin de la décennie 1770, Johnson était devenu un éditeur prospère. Les écrivains - en particulier les dissenters – le recherchaient, et sa maison commençait à devenir le centre d'un milieu radical et intelligent. Parce qu'il était disposé à publier des opinions multiples, Johnson était respecté par les écrivains de toutes tendances politiques. Johnson publia beaucoup d'œuvres unitariennes, mais aussi des œuvres qui les critiquaient. Il était aussi abolitionniste mais il publia des œuvres qui argumentaient en faveur du commerce des esclaves. Il soutint la pratique de la vaccination, mais il publia également des œuvres qui critiquaient cette méthode.

## La décennie 1780 – Le succès

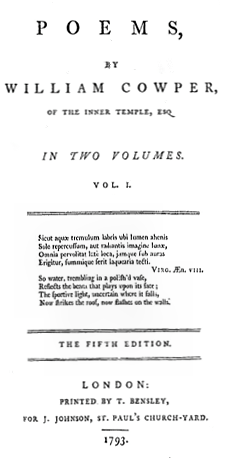
Bien qu’il ait acheté le copyright, Johnson donna généreusement les profits de cette cinquième édition à William Cowper.

Au cours de la décennie 1780, Johnson obtint beaucoup de succès; il était à  l'aise financièrement et son entreprise publiait plus de livres avec des nouveaux associés,. Bien que Johnson ait commencé sa carrière en éditeur prudent d’œuvres scientifiques et religieuses, à partir de 1780 commença à prendre des risques en encourageant ses amis à lui recommander de nouvelles œuvres. De cette manière il créa un réseau des relecteurs informels. Cependant, l’entreprise de Johnson ne fut jamais grande ; généralement il avait un seul adjoint, et il ne prit jamais un apprenti. Ce sera uniquement lors des dernières années de sa vie que deux membres de sa famille l'assisteront.

### Littérature
Quand la situation financière de Johnson se stabilisa, il commença à publier les auteurs littéraires, comme le célèbre poète William Cowper. Johnson édita les livres de Cowper dont Poems (1782) et The Task (1784) à ses propres frais, un acte généreux à cette époque où  l’auteur assumait généralement le risque financier de leur publication. Johnson en fut bien récompensé par des ventes substantielles des deux volumes. Il publia beaucoup d'œuvres de Cowper, y compris la satire anonyme Anti-thelyphora (1780), qui se moqua de l'œuvre du Rév. Martin Madan, un cousin de Cowper, qui préconisait la polygamie comme une solution à la prostitution. Johnson composa et édita même une critique des poésies de Cowper, « tout à fait à l’avantage des poèmes » selon Cowper.
En 1791, Johnson publia les traductions d'Homère par William Cowper, (considérablement éditées et corrigées par Fuseli), et trois années après la mort de Cowper en 1800, il publia une biographie du poète William Hayley,.
Johnson ne publia jamais beaucoup de "littérature créative", et Chard attribua ce fait à « une hostilité prolongée calviniste envers la littérature imaginative ». De nombreuses œuvres littéraires que Johnson publia étaient religieuses ou didactiques. Les œuvres les plus populaires de ce genre étaient les anthologies ; la plus importante est probablement « The Speaker » (Le diseur) par William Enfield en 1774, qui connut beaucoup de rééditions et engendra beaucoup d'imitations, comme « The Female Speaker » (Le diseur féminin) par Wollstonecraft.

### Les publications médicales et scientifiques
Johnson continua de s’intéresser à la publication des textes de médecine pratique lors des décennies 1780 et 1790. Pendant la décennie 1780, Johnson publia quelques-uns des livres les plus importants de ce genre. Le médecin John Aiken dit de Johnson qu’il avait établi intentionnellement son entreprise sur « le chemin que les étudiants médicaux prenaient vers les hôpitaux », où ils ne manqueraient pas de voir ses livres, ce qui a permis à Johnson d'établir son industrie de la publication des livres médicaux.
Johnson publiait les œuvres d'insoumis scientifiques qu'il avait rencontrés grâce à Priestley et Barbauld, comme Thomas Beddoes et Thomas Young. Il publia le livre pour enfants traitant des oiseaux par l'industriel Samuel Galton et une traduction par la Lunar Society de « Fundamentorum botanicorum » (1783) de Carl von Linné. Il publia aussi les œuvres de James Edward Smith, le botaniste qui apporta le système linnéen en Angleterre.
En 1784, Johnson publia Une enquête sur la prévention de la variole par John Haygarth, un livre qui fit avancer la compréhension et le traitement de la variole. Par la suite, Johnson publia plusieurs œuvres d'Haygarth qui promouvaient l’inoculation (et plus tard la vaccination) pour la population saine, et la quarantaine pour les malades. Aussi, il publia l’œuvre de James Earl, un chirurgien éminent qui écrivit un livre significatif sur la lithotomie, lequel était illustré par William Blake, et le livre Morbid Anatomy (1793) de Matthew Baillie, « le premier texte de la pathologie qui soit dévoué à cette science exclusivement par l’arrangement systématique »,.
Non seulement Johnson publiait la grande majorité des œuvres théologiques de Priestley, mais il publiait aussi ses œuvres scientifiques comme ‘Experiments and Observations on Different Kinds of Air’ (1774–77), dans lequel Priestley déclarait sa découverte de l’oxygène. Johnson publia aussi les œuvres de Carl Wilhelm Scheele et Antoine Lavoisier, qui ont tous les deux revendiqué la découverte de l’oxygène pour eux-mêmes. Quand Lavoisier commença à publier ses œuvres en France, sur le sujet de la « chimie moderne » qu'il avait développée, laquelle inclut les idées modernes des éléments et composés. Johnson les fit traduire et publier immédiatement, malgré son association avec Priestley, qui argumentait contre le nouveau système de Lavoisier. Johnson fut le premier à publier une édition anglaise des œuvres de chimie de Lavoisier et il se tenait au courant du debat en cours. Ces livres rapportèrent bien pour Johnson et ils augmentèrent la réputation de Johnson chez les hommes de science.

### Le cercle de Johnson et les dîners
Avec le temps, la maison de Johnson devint un centre pour les penseurs radicaux, qui étaient reconnaissants de l’ouverture d’esprit de Johnson, de sa générosité et de son humanitarisme. Bien qu’ils fussent séparés par la géographie et la distance, ces penseurs se rencontraient chez Johnson pour discuter et débattre, souvent autour du dîner. Ce réseau mettait les auteurs en contact, mais aussi il apportait à Johnson de nouveaux écrivains avec qui faire affaires. Par exemple, Priestley introduisit John Newton auprès de Johnson, Newton introduisit John Hewlett, et Hewlett amena Mary Wollstonecraft au dîner. Wollstonecraft introduisit Mary Hays, qui amena William Godwin. Johnson devint le plus célèbre éditeur d'une génération d'écrivains grâce à ce réseau et à sa réputation en publiant des livres qui promouvaient la libre-pensée. En rassemblant les gens inventifs et profonds, Johnson était « en plein cœur de la vie intellectuelle en Angleterre depuis plus de vingt ans,». Surtout, le cercle de Johnson incluait plus que les libéraux et radicaux. Chard met l'accent sur le fait que « le cercle était uni par un intérêt commun en idées et par la créativité plutôt que le radicalisme politique». 

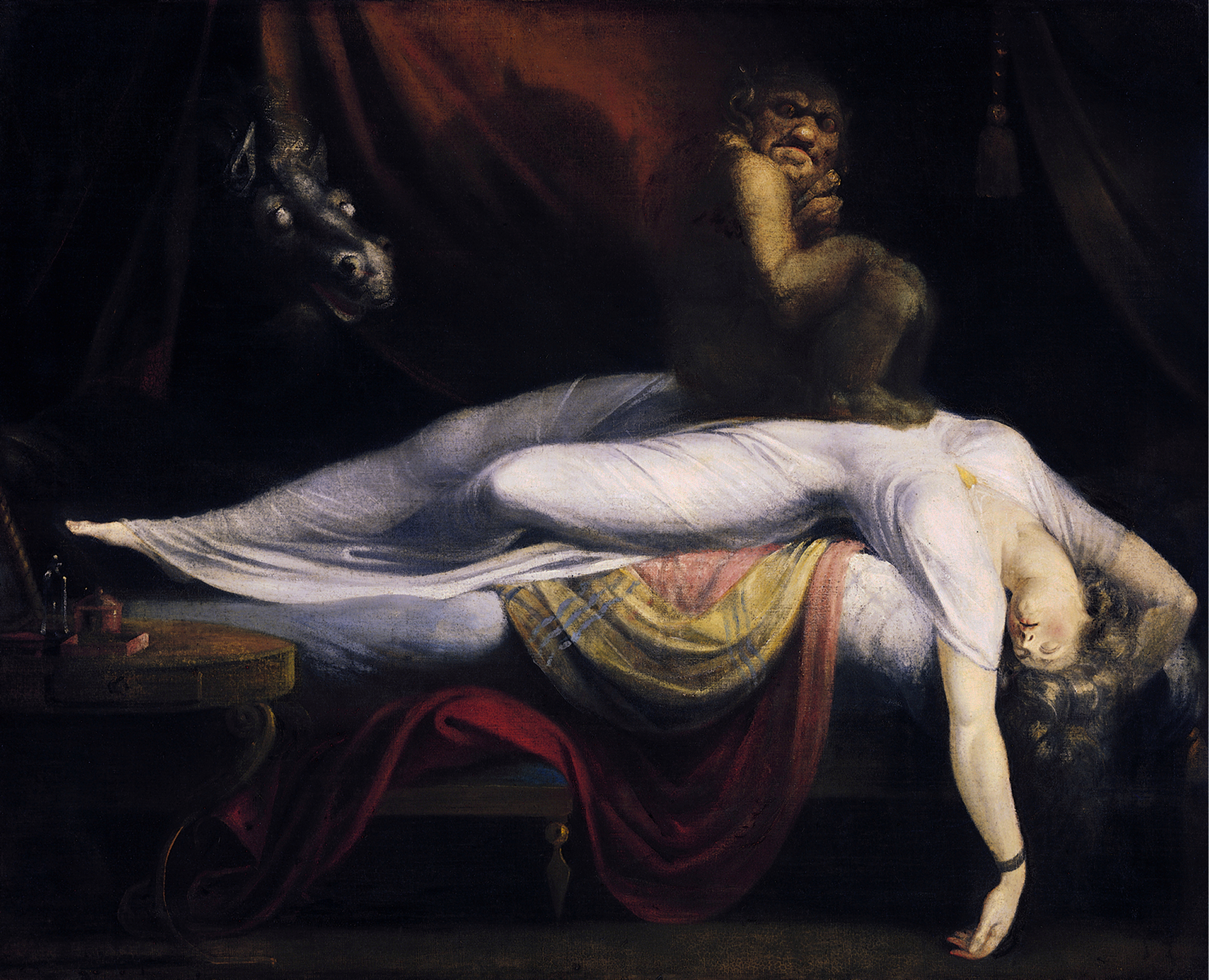
Avec le portrait de Priestley (voir plus haut), The Nightmare par Henry Fuseli (1781) était accroché au-dessus les invités de Johnson.

Comme Tyson le note, bien que « le cercle de Johnson » soit écrit au singulier en général, il y avait deux tels « cercles ». Le premier se composait de ses associés à Londres : Fuseli, Gregory, Bonnycastle, et Geddes. Le deuxième groupe était composé de écrivains résidant plus loin, comme Priestley, Thomas Henry, Thomas Percival, Barbauld, Aikin, et Enfield. Plus tard, plus radicaux s'y joindront, dont Wollstonecraft, Wakefield, John Horne Tooke, et Thomas Christie.
Les repas de Johnson devinrent légendaires et, à la lecture de certains journaux intimes, il apparait qu’un grand nombre de gens étaient chaque fois présents. Bien que peu de personnes fussent régulièrement présentes, hormis ses amis de Londres (comme Fuseli, Bonnycastle et, plus tard, Godwin), le grand nombre de gens importants, comme Thomas Paine, qui allaient à ces dîners, atteste la réputation de Johnson. Le plaisir et la stimulation intellectuelle que les dîners procurèrent sont soulignés par de nombreuses références dans des journaux intimes et lettres. Barbaul écrivit à son frère en 1784 que « nos soirées, particulièrement chez Johnson, étaient tellement amicales et vives, que certains fois nous les prolongions jusqu'à – mais, je ne raconte pas de fables ». Pendant un repas en 1791, Godwin note que la conversation s'est concentrée sur « la monarchie, Tooke, Samuel Johnson, Voltaire, les idées nouvelles, et la religion ». Bien que la conversation fût stimlante, Johnson servait des repas simples à ses invites, comme du cabillaud bouilli, du veau, des légumes, et du riz au lait. Plusieurs des personnes qui se sont rencontrées à ces repas devinrent bons amis - comme Fuseli et Bonnycastle. Godwin et Wollstonecraft se sont même mariés.

### L’amitié avec Mary Wollstonecraft
L’amitié entre Johnson et Mary Wollstonecraft fut un fait marquant dans la vie de tous les deux, et elle illustre le rôle actif que Johnson prenait dans le développement de talents littéraires. En 1787, Wollstonecraft a des soucis financiers: elle venait juste d'abandonner un emploi de gouvernante en Irlande et avait déménagé à Londres. Elle s’est décidée à écrire à une époque où les femmes n’avaient pas beaucoup d'opportunités pour écrire professionnellement. Après que le professeur unitarien John Hewlett suggéra à Wollstonecraft d'envoyer ses écrits à Johnson, un durable rapport de soutien mutuel se développa entre Johnson et Wollstonecraft. Il se négocia avec ses créanciers, lui obtint un logement, paya à l’avance pour son premier livre, Thoughts on the Education of Daughters (1787) (« Pensées sur l'éducation des filles »), et son premier roman, Mary: A Fiction (1788). Johnson introduisit Wollstonecraft en ses soirées hebdomadaires, et il la présenta à tous, où elle fit la connaissance de gens célèbres comme Thomas Paine et son futur mari, William Godwin. On estime qu’elle écrivit 200 articles pour le périodique de Johnson, l’Analytical Review. Elle considerait Johnson comme un vrai ami ; après un dis accord elle lui envoya ce mot le matin suivant :

« J’ai le moral bas depuis la soirée hier, quand tu m'as parlé d’une manière sévère – tu es mon seul ami – la seule personne avec qui je suis intime. –Je n’ai pas eu de père, ni de frère – tu es les deux pour moi, depuis je t’ai connu – bien sur j’ai été irascible parfois. – J’ai repensé à ses moments de mauvaise humeur, et ils m'apparaissent comme des crimes. Cordialement, Mary. »

Johnson offrit à Wollstonecraft un travail de traductrice, et lui demanda d'apprendre le français et l'allemand. Plus important, il lui prodigua ses encouragements lors de l'écriture de ses ouvrages politiques majeurs, A Vindication of the Rights of Men (1790) et A Vindication of the Rights of Woman (1792),.

## Les années de radicalisme (1790)

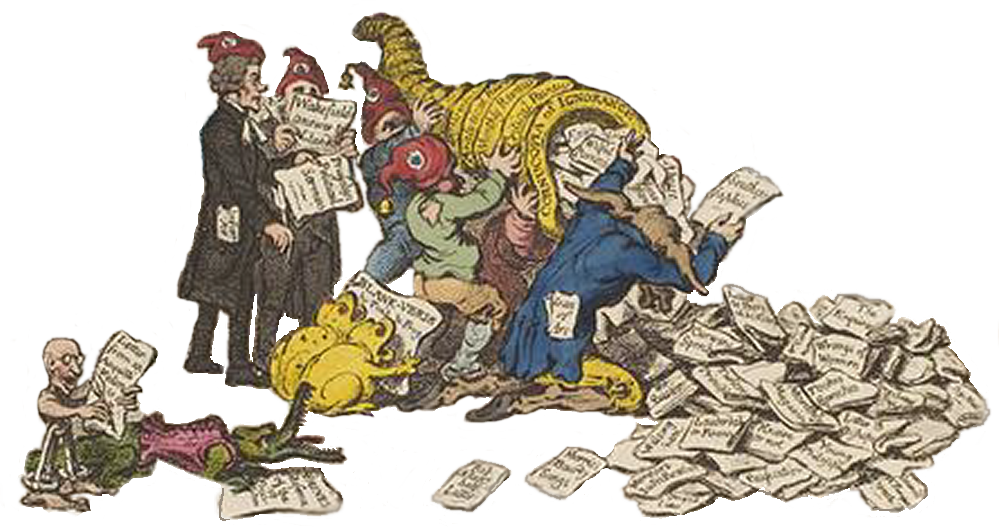
Détail du dessin politique de James Gillray
La nouvelle Moralité publié dans le Anti-Jacobin Review (1798); la plupart des pamphlets radicaux dérivés de « la corne d'abondance de l'ignorance » ont été publiés par Johnson : Darwin, Wakefield, Horne Tooke, Paine, Coleridge, Priestley, et d'autres.

Alors que le radicalisme prenait racine en Grande-Bretagne dans les années 1790, Johnson s'impliqua de plus en plus dans cette cause : il devint membre de la Society for Constitutional Information, qui tentait de réformer le Parlement ; il publia des travaux défendant les Dissenters après les émeutes à motivation religieuse de 1791 (émeutes de Birmingham) et il témoigna en faveur des personnes arrêtées lors des procès pour trahison de 1794. Il publia des travaux défendant les droits des esclaves, des Juifs, des femmes, des prisonniers, des Dissenters, des ramoneurs, des animaux maltraités, des étudiants universitaires empêchés de se marier, des victimes de l'enrôlement forcé dans la marine, et des personnes injustement accusées de braconnage.
La littérature politique devint le pilier de Johnson dans les années 1790, pendant lesquelles il en publia 118 ouvrages, soit 57 % de sa production politique. Comme le note Chard, « il se passa pas un an sans au moins une publication anti-guerre et une autre anti-esclavage de Johnson ». En particulier, Johnson publia des travaux abolitionnistes, tels que Thoughts Upon the African Slave Trade (1788) de John Newton, pasteur et ancien capitaine de navire de traite négrière, Epistle to William Wilberforce (1791), de Barbauld et Narrative, of a Five Years' Expedition, Against the Revolted Negroes of Surinam (1796) du capitaine John Gabriel Stedman (avec des illustrations de Blake). Plus important encore, il contribua à la publication de The Interesting Narrative of the Life of Olaudah Equiano (1789), l'autobiographie de l'ancien esclave Olaudah Equiano.
Plus tard dans la décennie, Johnson se concentra sur des travaux relatifs à la Révolution française, principalement sur ceux provenant de la France elle-même, mais il publia aussi des commentaires américains de  Thomas Jefferson et James Monroe. Cependant, la détermination de Johnson à publier des travaux politiques et révolutionnaires fit éclater ses cercles : les Dissenters se sont éloignés des anglicans pendant leurs efforts pour abroger le Test Act et les Corporation Acts et les modérés se sont heurtés aux radicaux pendant la Révolution française. Johnson y a perdu des clients, des amis et des écrivaines, dont l'auteur de livres pour enfants Sarah Trimmer. Braithwaite suppose que Johnson perdit aussi des occasions d'affaire à cause de sa volonté de produire des œuvres promouvant les « difficiles nouvelles versions historicistes des Écritures », telles que celles d'Alexander Geddes (en).
Les érudits remarquent cependant que Johnson n'a publié aucun ouvrage vraiment révolutionnaire, à part les travaux de Benjamin Franklin et les pamphlets de Joel Barlow. Il a, par exemple, refusé de publier les Rights of Man de Paine et The French Revolution (en) de William Blake. Il est presque impossible de déduire les opinions politiques personnelles de Johnson à partir des archives historiques. Marilyn Gaull soutient que « si Johnson était radical, ou même s'il avait une inclinaison politique… c'était accidentellement ». Gaull décrit le libéralisme de Johnson comme celui d'un « défenseur généreux, ouvert, juste d'esprit, impartial, des causes gagnées ou perdues ». Sa contribution réelle, affirme-t-elle, fut « la dissémination du savoir contemporain, particulièrement en science, médecine, et pratiques pédagogiques », et la promotion vers un style populaire. Il encourageait ses écrivains à utiliser « une syntaxe simple et une diction familière », afin que « les lecteurs autodidactes » puissent comprendre ses publications. On a auparavant utilisé l'association de Johnson avec des écrivains tels que Godwin pour mettre l'accent sur son radicalisme, mais Braithwaite fait remarquer que Gogwin ne commença à faire partie du cercle de Johnson qu'à partir de la fin des années 1790 ; les amis les plus proches de Johnson — Priestley, Fuseli, et Bonnycastle — et bien plus modérés politiquement. Johnson n'était pas un imprimeur populiste ou démocratique : il tentait de satisfaire la classe moyenne autodidacte.

### Controverse sur la Révolution
En 1790, avec la publication de ses Reflections on the Revolution in France, le philosophe et homme d'État Edmund Burke lança la première salve d'une féroce guerre de pamphlets qui devint connue sous le nom de Controverse révolutionnaire. Parce qu'il avait soutenu la révolution américaine, ses amis aussi bien que ses ennemis s'attendaient à ce qu'il soutienne la Révolution française. Son livre, qui dénonce la Révolution française, fut un choc pour à peu près tout le monde. Malgré son prix élevé de cinq shillings, il se vendit à plus de 10 000 exemplaires en quelques semaines. Les réformateurs, spécialement les Dissenters, se sont sentis obligés de répondre. Le périodique de Johnson, l'Analytical Review a publié un résumé et un commentaire du travail de Burke quelques semaines après sa publication. Deux mois plus tard, Wollstonecraft répondit à Burke avec sa Vindication of the Rights of Men. En publiant une des premières réponses à Burke, et une des moions chères (Vindication coutait seulement un shilling), Johnson prit un risque. Thomas Cooper, qui avait également écrit une réponse à Burke, fut par la suite informé par l'Attorney General que « bien qu'il n'y ait pas de mesure de censure à prendre contre son pamphlet lorsqu'il était dans les mains de la classe supérieure, le Gouvernement n'autoriserait pas qu'il fût distribué à un prix qui lui permettrait de circuler parmi le peuple ». Beaucoup d'autres personnes se mêlèrent à la bagarre et Johnson demeura au centre du maelström. Selon le compte de Braithwaite, pendant l'année suivante, Johnson publia environ le quart des réponses faites à Burke.

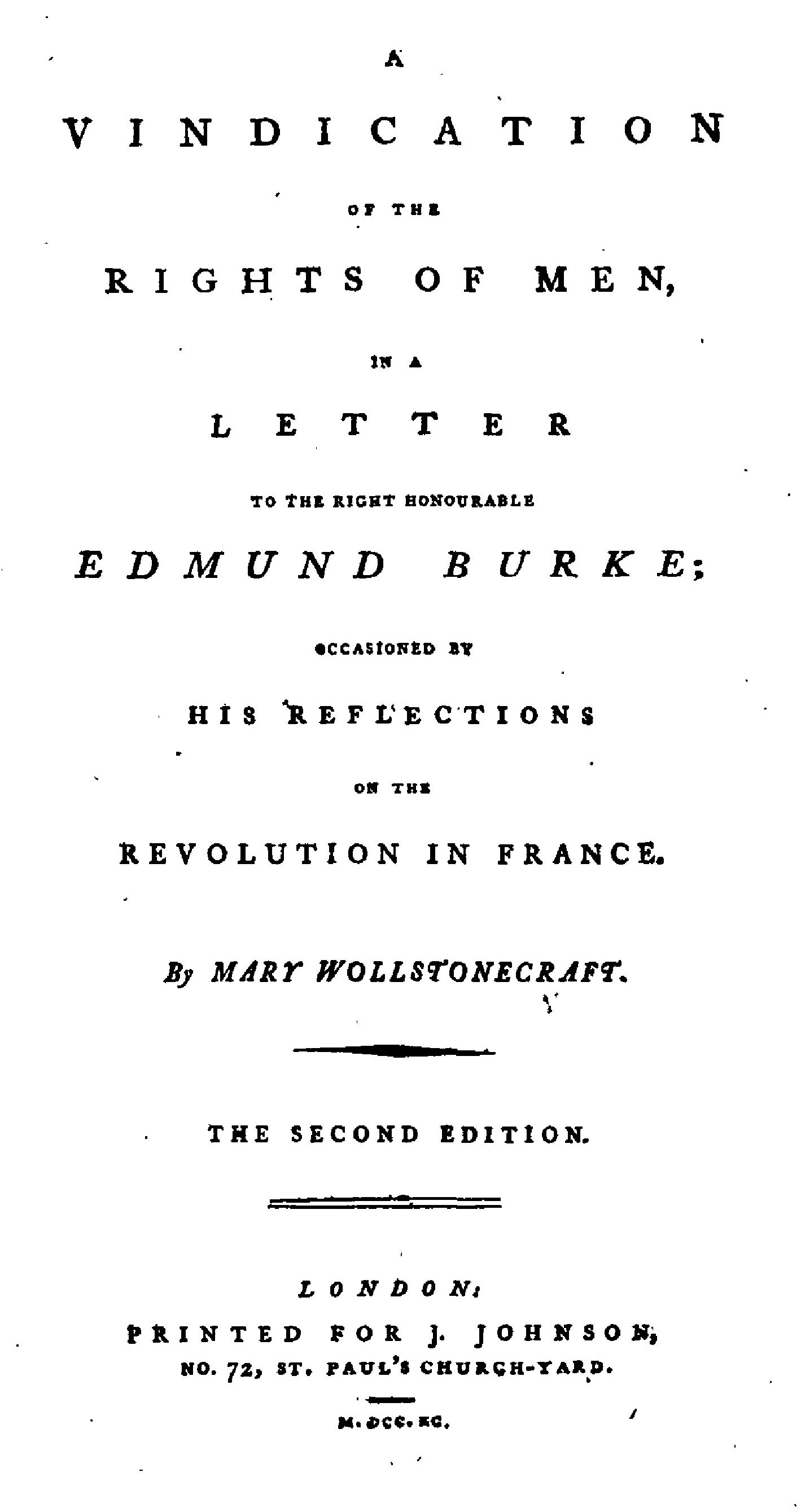
La page de titre de la seconde édition de la Vindication of the Rights of Men de Mary Wollstonecraft (1790), la première sur laquelle parait son nom.

La réponse la plus célèbre fut celle de Thomas Paine Rights of Man. Dans un premier temps, Johnson consentit à publier les travaux controversés, mais il fit ensuite volte-face pour des raisons inconnues et ce fut J. S. Jordan (en) qui les distribua (et qui subit un procès et fut emprisonné pour ces publications). Braithwaite suppose que Johnson n'était pas d'accord avec les opinions radicales républicaines de Paine et était plus intéressé à promouvoir les droits des Dissenters exposés dans les autres travaux qu'il publiait. Cependant, après que le risque initial fut assumé par Jordan, Johnson publia le travail de Paine dans une édition chère, qui courait peu de risque de se voir confrontée à la loi. Malgré tout, lorsque Paine lui-même fut arrêté, Johnson participa à la levée de fonds destinée à le renflouer, et le cacha des autorités. Une satire contemporaine suggère que Johnson sauva Paine de l'emprisonnement :

« The time may come when J—n's aid may fail;

Nor clubs combin'd preserve thee from a jail. »

Inquiet du retentissement populaire que pourrait avoir le Rights of Man de Payne, le roi émit une proclamation contre les écrits séditieux en mai 1792. Les éditeurs et les libraires étaient principalement visés par cette directive, dont les effets culminèrent lors des procès pour trahison de 1794. Johnson y témoigna, en prenant ses distances avec Paine et Barlow, malgré le fait que les jurés se montraient sympathiques envers les accusés.

### Poésie
Uniquement lors de la décennie 1790, Johnson a publié 103 volumes de poésie — 37 % de sa production dans ce genre littéraire. Le succès de vente des œuvres poétiques de Cowper et Erasmus Darwin a enrichi l'entreprise de Johnson. L'innovant The Botanic Garden (en) de Darwin connut un grand succès : Johnson lui paya 1 000 guinées avant même sa publication et lui acheta les droits de publication pour 800 £, une somme extrêmement importante. Le poème contient trois « interludes » sous forme de dialogues entre un poète et son libraire. Ce dernier pose ce que Tyson appelle « des questions fondamentales (en) » qui cherchent à élucider la théorie poétique du poète. Tyson commente « que bien que les questions simplistes du libraire pratico-pratique puissent parodier les manières de Johnson, il semble que Darwin n'avait pas Johnson à l'esprit ni aucun autre libraire en particulier ». Après le succès de The Botanic Garden, Johnson publia Zoonomia, le livre de Darwin sur l'évolution du vivant (1794–96) ; ses traités A Plan on the Conduct of Female Education (1797) ; Phytologia; the Philosophy of Agriculture and Gardening (1800) ; et son poème The Temple of Nature (en) (1803). Selon Braithwaite, The Temple of Nature était une versification de Zoonomia et « a horrifié les relecteurs par sa vision de l'univers conflictuelle, factieuse et ultra matérialiste ».

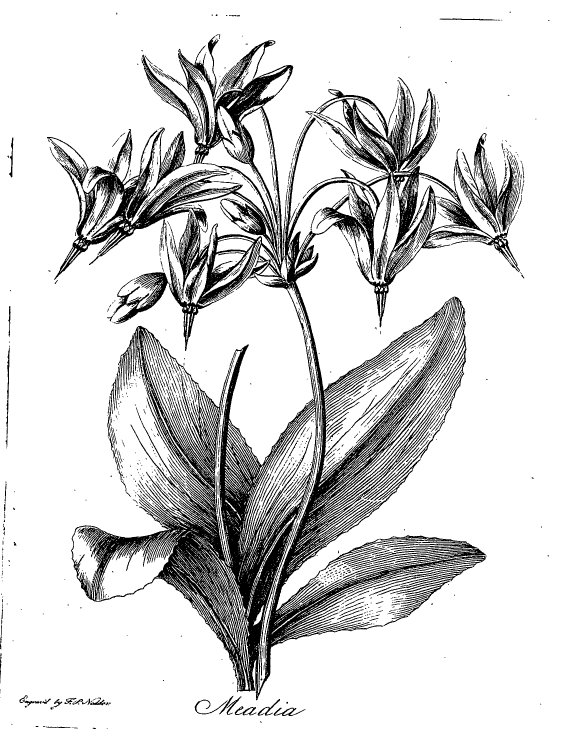
Gravure de William Blake pour ' (1791) d'Erasmus Darwin.
----
MEADIA's soft chains five suppliant beaux confess,
And hand in hand the laughing belle address;
Alike to all, she bows with wanton air,
Rolls her dark eye, and waves her golden hair. (I.61–64)

Johnson a continué de publier les œuvres poétiques d'Aikin et Barbauld ainsi que celles de George Dyer, Joseph Fawcett (en), James Hurdis (en), Joel Barlow, et Edward Williams. La plupart des poètes dont Johnson a fait la promotion et qu'il a publiés sont tombés de nos jours dans l'oubli. Cependant, en 1793, Johnson a publié An Evening Walk et Descriptive Sketches de William Wordsworth ; il demeura l'éditeur de Wordsworth jusqu'à ce qu'un désaccord les sépare en 1799. Johnson publia aussi Fears of Solitude de Samuel Taylor Coleridge (1798). Apparemment, ils étaient assez bons amis pour que Coleridge laisse ses livres au magasin de Johnson lorsqu'il voyagea en Europe,.
Johnson a eu une relation d'affaires avec l'illustrateur William Blake pendant presque vingt ans : Johnson commanda environ 100 gravures à Blake — plus que tout autre éditeur —, dont celles de la seconde édition de Original Stories from Real Life de Wollstonecraft (1791) et Botanic Garden de Darwin. Il se peut également que Johnson se soit lié avec Blake en tant qu'écrivain, à en juger par les épreuves de travail de sa French Revolution (1791). Cependant, dans An Island in the Moon (en), Blake représente Johnson comme un « libraire sans vues esthétiques, dont les questions répétitives révèlent l'ignorance »,.

### Traductions
Dans son effort pour présenter au public plus de travaux en langues étrangères, Johnson a aidé à la traduction de textes éducationnels, de fiction sérieuse et de philosophie (la traduction de romans polupaires l'intéressait moins). En particulier, il a encouragé la traduction des œuvres des Girondins français, dont Esquisse d’un tableau historique des progrès de l’esprit humain (1795) de Condorcet et Appel à l’impartiale postérité (1795) de Madame Roland, qu'il a édité en anglais quelques semaines à peine après sa publication en France. Sa publication d'une traduction de Les Ruines, ou méditations sur les révolutions des empires (1791) de Constantin-François Chassebœuf, déiste, devint rapidement un best-seller. Johnson fit aussi traduire plusieurs ouvrages de littérature française pour les enfants, dont des œuvres de Madame de Genlis.
Mais la contribution la plus significative de Johnson dans ce domaine fut sa promotion de littérature de langue allemande. Fuseli l'encouragea à publier des traductions de nouveaux auteurs allemands importants, dont Goethe et Schiller. Johnson fut l'un des rares éditeurs favorisant la traduction de philosophie morale allemande dans la décennie 1790, et sa publication la plus importante d'une publication fut probablement Ideen zur Philosophie der Geschichte der Menschheit (1776) et Johann Gottfried Herder, qui présentait aux Anglais la plupart des méthodes de pensée historiques et anthropologiques déjà présentes sur le continent. Plutôt que d'essayer de reproduire fidèlement les textes, la plupart des traducteurs travaillant avec Johnson suivaient l'usage d'adapter librement les textes, par exemple en substituant des exemples « anglais » aux exemples « allemands »,.

### Analytical Reviewet autres périodiques
Pour un article plus général, voir en:Analytical Review.
Les premiers périodiques de Johnson, Gospel Magazine (1766–?), The Universal Museum and Complete Magazine (1765–1770), et The Monthly Record of Literature (1767), comme de nombreux journaux du  XVIIIe siècle, n'ont pas paru longtemps, mais ses essais subséquents connurent plus de réussite. En 1783, il finança le premier périodique médical trimestriel à Londres, le London Medical Journal, fondé par Samuel Foart Simmons, un médecin célèbre. Alors qu'il expliquait les buts du journal, Simmons écrivit qu'il fournirait « un compte-rendu des nouveaux livres médicaux et des découvertes utiles en physique, et en même temps qu'il serait un dépôt pour des publications originales ». Le journal perdura jusqu'en 1790, où il fut remplacé par une autre initiative conjointe de Johnson et Simmons, Medical Facts and Observations, qui fut publié jusqu'en 1797.

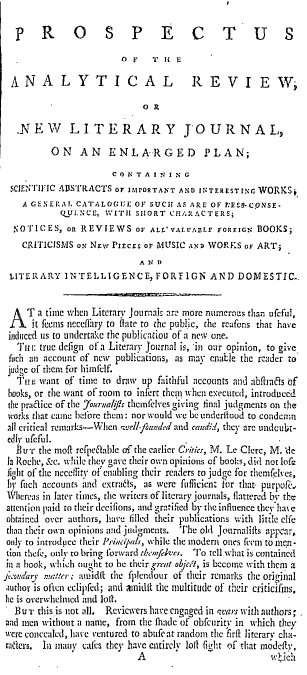
Prospectus pour le Analytical Review (1788), partie de la Republic of Letters

(suite en cours de rédaction)

## Statistiques de publications
Selon Chard, pendant les 48 années de sa carrière, Johnson mit sur le marché environ 2700 publications, une moyenne de 56 par an. À peu près la moitié étaient des brochures (sermons, tracts religieux, feuilles politiques) et beaucoup étaient des réimpressions; cependant il produisait de 20 à 30 nouveaux livres par an. Environ 25 % de ses publications provenaient d'auteurs anonymes; c'étaient habituellement des œuvres politiques ou religieuses. Il a publié plus de travaux religieux que de tout autre genre (1067 titres). Johnson imprimait approximativement 750 copies de chaque tirage, bien que beaucoup de ses œuvres politiques et religieuses aient été produites en tirages de 250, car leur sujet était souvent éphémère.
| Sujet        | Nombre |
| ------------ | ------ |
| Religion     | 388    |
| Littérature  | 173    |
| Médecine     | 156    |
| Politique    | 118    |
| Poésie       | 103    |
| Science      | 61     |
| Langage      | 42     |
| Fiction      | 32     |
| Éducation    | 30     |
| Philosophie  | 28     |
| Histoire     | 27     |
| Économie     | 27     |
| Biographies  | 26     |
| Humanitaire  | 23     |
| Voyages      | 23     |
| Pratiques    | 23     |
| Anthologies  | 14     |
| Essais       | 14     |
| Pour enfants | 13     |
| Féminine     | 12     |
| Drame        | 9      |

| Année | Nombre |
| ----- | ------ |
| 1790  | 177    |
| 1791  | 194    |
| 1792  | 164    |
| 1793  | 127    |
| 1794  | 119    |
| 1795  | 153    |
| 1796  | 114    |
| 1797  | 109    |
| 1798  | 95     |
| 1799  | 80     |